# Cynthya Tan
Cynthya Tan (4 de julio de 1976) es una deportista canadiense que compitió en judo. Ganó dos medallas en el Campeonato Panamericano de Judo en los años 1992 y 2000.

## Palmarés internacional
| Campeonato Panamericano | Campeonato Panamericano  | Campeonato Panamericano | Campeonato Panamericano |
| Año                     | Lugar                    | Medalla                 | Categoría               |
| ----------------------- | ------------------------ | ----------------------- | ----------------------- |
| 1992                    | Hamilton (Canadá)        | Medalla de plata        | –45 kg                  |
| 2000                    | Orlando (Estados Unidos) | Medalla de oro          | –48 kg                  |